# Crise des produits de dessert
La crise des produits de dessert désigne la crise économique qui a touché l'Amérique latine, l'Asie et l'Afrique à la suite du krach boursier d'octobre 1929. 
L'ensemble des pays touchés ont souffert d’une surproduction de produits agricoles — sucre, café, huiles — au moment où les cours ont connu une chute brutale sur le marché mondial. Certains auteurs y voient le point de départ du phénomène de sous-développement.

## Contexte mondial: Crise de 1929
La crise boursière qui éclate à Wall Street le 24 octobre 1929 se répercute sur les autres puissances occidentales et entraîne la plus grave dépression mondiale à ce jour. Elle s'est traduite par des faillites en cascades, un effondrement général des prix, notamment dans la production des matières premières agricoles, et une chute marquée de la production industrielle. L’augmentation massive des droits de douane entraine un processus protectionniste. 
Le tarif Hawley-Smoot voté en juin 1930 augmente de 40 % les droits sur le blé, le coton, la viande et les produits industriels. Les puissances agricoles sont les premières frappées par la crise. En France, on dénature le blé, les vignes sont arrachées. L’Autriche et l’Allemagne sont les plus touchées par la contagion déflationniste. De la même façon l’Afrique n’échappe pas à cette crise. On observe notamment une baisse des capitaux disponibles et les difficultés d’investissement qui en découlèrent. Au niveau commercial, ces pays font face à des problèmes de surproduction et une chute des prix.

## Conséquences sur l’économie des pays producteurs de matières premières

### Des relations de dépendance entre pays producteurs et consommateurs
Étendre son territoire et détenir une véritable zone d’influence était essentiel pour les grands pays industrialisés, au sein du processus colonial comme dans les relations avec l'Amérique du Sud, entre autres.  Cela aura une conséquence puisque les pays du monde dominés n’auront pas un rôle amortisseur, ils vont eux aussi être entraînés en partie cette crise. En effet, les deux tiers du monde, soit 1,4 milliard de personnes, voyaient leurs conditions de vie liées directement ou indirectement au cours des matières premières et à la marge d’autonomie que leur laissaient les métropoles. 
La crise se déroule dans le contexte du « fait colonial ». La colonie est dominée et n’a pas sa propre politique économique. Mais elle fait partie d’une politique dans son ensemble, celle de la métropole. C’est le cas de l’Europe, qui, avant la première guerre mondiale a fait du continent africain une zone commerciale toujours plus dépendante à la fois en tant que fournisseur et client. De plus, l’Afrique à cette même période connaît une crise coloniale qui se traduit par une transition : on passe des pratiques coloniales classiques à des recherches de rentabilité et de complémentarité commandées depuis la métropole.
Avant même le krach boursier d'octobre 1929, on rencontre ce problème du monde dominé. Ces pays sont les fournisseurs de matières premières qui connaissent d’abord une crise commerciale ; celle-ci précède les effondrements occidentaux. En effet, dans les années 1920 la croissance spéculative des cours mondiaux se reposait sur certaines matières premières et les échanges entre les pays du monde dominé et les métropoles étaient les plus importants. Avec la Grande Dépression, ces pays ont augmenté leurs exportations dans le cadre d’échanges protégés avec la métropole. Il existe donc un lien étroit entre les pays industrialisés et les pays du monde dominé d’abord du fait des empires coloniaux européens mais aussi de la forte production de matières premières dans ces pays. Cela peut expliquer en partie l’importance des répercussions de la crise sur ces continents.

### La propagation de la crise

#### En Amérique latine
Dans certains pays d’Amérique Latine, la crise n’a pas attendu 1929 pour éclater. En effet, l’Argentine et le Brésil étaient déjà en période de récession avant le krach boursier. Les exportations entre 1929 et 1932 diminuent de plus de 50 %, voire de 70 % pour la Bolivie et le Pérou. Au Chili, les exportations à la suite de la glissade des prix du cuivre s’écroulent de plus de 80 %.
L’économie du Brésil change radicalement à la suite de la crise et se retrouve face à une deuxième grave crise du café. Elle se tourne alors vers le marché intérieur et abandonne le modèle classique d’économie dépendante. À la suite du krach boursier, le cours du café s’écroule brutalement sur le marché mondial et le Brésil est alors en surproduction nationale. En effet la production brésilienne dépasse la consommation mondiale de café (1,8 million de tonnes produites contre 1,4 million de tonnes consommées ). L’État met alors au point plusieurs solutions. D’abord des dévaluations successives mais qui se révèlent inefficaces. Très rapidement le gouvernement essaye alors de garantir un prix compensateur à toute la production de café. Il faut alors brûler ou jeter à la mer une grande partie de la production. On estime à 80 millions de sacs la quantité de café brûlée entre 1929 et 1939.

#### En Afrique
Toutes les régions d’Afrique ne furent pas touchées simultanément ni dans les mêmes proportions par la crise. L’agriculture, qui était la principale activité économique de l’Afrique, fut très touchée par la crise. La baisse des prix des matières premières agricoles sur le marché mondial avait commencé avant 1930. En effet dès 1928, les cours du cacao de la Gold Coast, des arachides du Nigeria et du tabac de Rhodésie du Sud s’orientaient déjà à la baisse. La chute fut spectaculaire puisque sur la base d’un indice 100 en 1919, elles passent à 59 en 1929 et 27 en 1934. 
Les productions les plus concurrencées sur le marché mondial ont été celles qui ont le plus souffert. Comme pour les produits oléagineux (arachide, l’huile de palme et les noix de palmistes). Avant la Seconde Guerre mondiale, les balances commerciales des pays d’Afrique étaient équilibrées voire excédentaires entre 1932 et 1937. Cependant cela comprend les inégalités internes masquées par la valeur croissante des exportations d’or et de métaux précieux surtout en Afrique du Sud. Cela va s’accentuer dans les années et constituera le déficit structurel des échanges de manière durable. Cela limitera donc, pour ces pays d’Afrique, leurs capacités de développement pour les années à venir.

## Sortie de la crise
La crise des produits de dessert a plongé les colonies productrices de matières consommables dans une crise de surproduction et conduit un grand nombre d'exploitants et d'ouvriers agricoles à la misère. À travers la mise en place de politiques internationales de relance, la demande mondiale et la production retrouve leur niveau d'avant crise en 1937. Cette reprise des économies occidentales permet un accroissement des débouchés de la production des pays dominés et parvient quelque peu à endiguer la crise de surproduction des produits du dessert.
Dès 1933, la Grande-Bretagne signe des accords bilatéraux avec l'Argentine, l’Uruguay et le Brésil. Ces accords prévoient qu'une partie des paiements contribueront au remboursement des dettes commerciales antérieures. À partir de 1934, les États-Unis tentent de lutter contre le protectionnisme mondial et place la dette contractée par de nombreux pays au cours de la période en second plan, permettant la reprise des échanges commerciaux et le retour de pays défavorisés, spécialement ceux d'Amérique Latine, vers les grandes économies de marché. 
Malgré les efforts des puissances capitalistes pour sortir de la crise, les pays colonisés sont durement touchés par la période de protectionnisme à outrance qui a accompagné la crise de 1929 et peinent à relancer durablement la production. À titre d'exemple, le niveau des échanges commerciaux de l'Afrique avec le reste du monde est à 50 % en 1935 de ce qu'il était en 1928, l'Amérique Latine est gravement touché avec un niveau d'échange qui atteint 31 % de celui de 1928. Dès lors, la période de crise industrielle occidentale et ses conséquences sur les économies non développées ont constitué les bases du sous-développement de ce qu'on a plus tard qualifié de Tiers-Monde. « Tout concourt à faire de la période 1931-1936, à la faveur et en marge de la crise mondiale, la phase clé de la genèse, au sein de l'impérialisme contemporain, d'un phénomène spécifique, celui du sous-développement du Tiers Monde », estime Catherine Coquery-Vidrovitch.